# اسمیتیانتا
اسمیتیانتا (نام علمی: Smithiantha) نام یک سرده از خانواده جسنریان است.